# Liste der Kulturdenkmale in Sittichenbach
Die Liste der Kulturdenkmale in Sittichenbach enthält die Kulturdenkmale des Landesamtes für Denkmalpflege und Archäologie in Sachsen-Anhalt im Ortsteil Sittichenbach der Gemeinde Lutherstadt Eisleben und ist eine Teilliste der Liste der Kulturdenkmale in Lutherstadt Eisleben. Grundlage ist das Denkmalverzeichnis des Landes Sachsen-Anhalt, das auf Basis des Denkmalschutzgesetzes des Landes Sachsen-Anhalt, welches am 21. Oktober 1991 durch das Landesamt erstellt und seither laufend ergänzt wurde (Stand: 31. Dezember 2022).

## Legende
In den Spalten befinden sich folgende Informationen:
- Lage: Nennt den Straßennamen und wenn vorhanden die Hausnummer des Kulturdenkmals. Die Grundsortierung der Liste erfolgt nach dieser Adresse. Der Link „Karte“ führt zu verschiedenen Kartendarstellungen und nennt die geographischen Koordinaten.
Link zu einem Kartenansichtstool, um Koordinaten zu setzen. In der Kartenansicht sind Baudenkmale ohne Koordinaten mit einem roten bzw. orangen Marker dargestellt und können in der Karte gesetzt werden. Baudenkmale ohne Bild sind mit einem blauen bzw. roten Marker gekennzeichnet, Baudenkmale mit Bild mit einem grünen bzw. orangen Marker.
- Offizielle Bezeichnung: Nennt den Namen, die Bezeichnung oder zumindest die Art des Kulturdenkmals und verlinkt, soweit vorhanden, auf den Artikel zum Objekt.
- Beschreibung: Nennt bauliche und geschichtliche Einzelheiten des Kulturdenkmals, vorzugsweise die Denkmaleigenschaften.
- Erfassungsnummer: Für jedes Kulturdenkmal wird in Sachsen-Anhalt eine 20stellige Erfassungsnummer vergeben. Die letzten zwölf Ziffern werden für die Untergliederung nach Teilobjekten genutzt und werden nur angegeben, soweit vergeben. In dieser Spalte kann sich folgendes Icon  befinden, dies führt zu Angaben zu diesem Baudenkmal bei Wikidata.
- Ausweisungsart: Die Einordnung des Denkmales nach § 2 Abs. 2 DenkmSchG LSA
- Bild: Ein Bild des Denkmales, und gegebenenfalls einen Link zu weiteren Fotos des Kulturdenkmals im Medienarchiv Wikimedia Commons. Wenn man auf das Kamerasymbol klickt, können Fotos zu Kulturdenkmalen aus dieser Liste hochgeladen werden:

## Kulturdenkmale
| Lage | Bezeichnung           | Beschreibung                                                                                              | Erfassungs- nummer | Ausweisungsart               | Bild           |
| --- | --------------------- | --- | ------------------ | ---------------------------- | -------------- |
| am Rande des Kratzbusches, zwischen Rotem Berg und Wäschtal | Bergbauanlage         | | 107 40103          | Baudenkmal                   |                |
| unterhalb des Roten Berges und östlich des Ortes | Stollen               | Alter Stollen, Mönchsstollen, Lichternischen-Stollen, Neuer Stollen, Meta-Schacht                         | 094 65336          | Baudenkmal                   |                |
| Am Roten Berg 12 (Karte) | Kirche                | Katholische Kirche Mariä Himmelfahrt, von 1954 bis 1956 nach Plänen des Architekten Karl Fleckner erbaut. | 094 16957          | Baudenkmal                   | Kirche         |
| Am Roten Berg, Mittelstraße, Ringstraße Wasserwerkstraße zwischen Straße „Roter Berg“ im W, Wasserwerkstraße im O, im N bis an die untere Hangkante des Roten Berges, im S etwa das heute bebaute Gelände umfassend (Karte) | Kloster Sittichenbach | | 094 05969          | Baudenkmal                   | Weitere Bilder |
| Am Roten Berg, im Norden des Klosterareals, in Verlängerung des Schafstalls aus dem 19. Jahrhundert | Mauer                 | Mauer | 094 05969 001      | Teilobjekt eines Baudenkmals |                |
| Mittelstraße 7, westlich der Kapelle | Klausur               | Klausur                                                                                                   | 094 05969 002      | Teilobjekt eines Baudenkmals |                |
| Ringstraße 1 | Kapelle               | Kapelle                                                                                                   | 094 05969 003      | Teilobjekt eines Baudenkmals |                |
| Wasserwerkstraße, östlich der Klausur | Kapelle               | Kapelle                                                                                                   | 094 05969 004      | Teilobjekt eines Baudenkmals |                |
| Wasserwerkstraße 17, nordwestliche Ecke der ehemaligen Klosteranlage | Kapelle               | Kapelle                                                                                                   | 094 05969 005      | Teilobjekt eines Baudenkmals | Kapelle        |
| Ringstraße 8 | Herrenhaus            | Herrenhaus                                                                                                | 094 05969 006      | Teilobjekt eines Baudenkmals | Herrenhaus     |
| Ringstraße 2, 3; gegenüber dem Gutshaus | Wirtschaftsgebäude    | Wirtschaftsgebäude                                                                                        | 094 05969 007      | Teilobjekt eines Baudenkmals |                |
| Mittelstraße, nördlich des Teiches | Schmiede              | Schmiede                                                                                                  | 094 05969 008      | Teilobjekt eines Baudenkmals |                |
| Am Roten Berg, Wasserwerkstraße, Ecke Roter Berg | Stall                 | Stall | 094 05969 009      | Teilobjekt eines Baudenkmals | Stall          |
| Wasserwerkstraße, südlich der nordöstlichen Kapelle | Wasserkunst           | Wasserkunst                                                                                               | 094 05969 010      | Teilobjekt eines Baudenkmals | Wasserkunst    |
| Mittelstraße 4, südwestlich der Kapelle | Brauhaus              | Brauhaus                                                                                                  | 094 05969 011      | Teilobjekt eines Baudenkmals |                |
| Ringstraße | Taubenhaus            | Taubenhaus                                                                                                | 094 05969 012      | Teilobjekt eines Baudenkmals | Taubenhaus     |